# Paul Robertson
Paul Laurence Adelbert Garfield Robertson (Geelong, Victoria; 9 de agosto de 1979) es un animador australiano, conocido por su pixel art y animaciones.

## Trabajos destacados

### Arte en Video
- The Invincible Iron Man (2002)
- Sigma Star Saga (2005)
- Barbie and the Magic of Pegasus (2005)[1]
- Barbie in the 12 Dancing Princesses (2006)
- Drawn to Life (2007)
- Drawn to Life: The Next Chapter (2009)
- Scott Pilgrim vs. the World: The Game (2010)
- Shantae: Risky's Revenge (2010)
- Wizorb (2011)
- Fez (2012)
- Shantae and the Pirate's Curse (2014)
- Mercenary Kings (2014)[2]
- Curses 'N Chaos (2015)

### Cortometrajes
- Pirate Baby's Cabana Battle Street Fight 2006 (2006)[3]
- Kings of Power 4 Billion% (2008)
- Super Dino Boys - Adult Swim (2015)

### Películas
- Scott Pilgrim vs. the World (2010)
- Pixels (2015)

### Televisión
- Gravity Falls - Fight Fighters (2012), Soos and the Real Girl (2014) y Weirdmageddon 1 & Weirdmageddon 3: Take Back The Falls (2016)
- Rick and Morty - Promo 3.ª temporada (2017)
- The Simpsons - Temporada 26 Episodio 14, "My Fare Lady", Couch Gag
- Amphibia - Theme Song Takeover  de 8-bit (2020)[4]

### Videos musicales
- Architecture in Helsinki - "Do the Whirlwind" (2005)
- Delta Heavy - "White Flag" (2016)